# Ruiforco de Torío
Ruiforco de Torío es una localidad española, perteneciente al municipio de Garrafe de Torío, en la provincia de León y la comarca de Tierra de León, en la Comunidad Autónoma de Castilla y León.
Situado en el cauce del Río Torío.
Los terrenos de Ruiforco de Torío limitan con los de Manzaneda de Torío al norte, Pardesivil y La Mata de Curueño al noreste, Santa Colomba de Curueño y Gallegos de Curueño al este, Barrillos de Curueño y Santa María del Condado al sureste, Santovenia del Monte y Abadengo del Torío al sur, Palazuelo de Torío y Valderilla de Torío al suroeste, Garrafe de Torío al oeste y La Flecha de Torío al noroeste.
Perteneció a la antigua Jurisdicción del Abadengo de Torío.